# Dryococelus australis
Dryococelus australis је инсект из реда Phasmatodea и фамилије Phasmatidae.

## Угроженост
Ова врста је крајње угрожена и у великој опасности од изумирања.

## Распрострањење
Ареал врсте је ограничен на једну државу. 
Аустралија је једино познато природно станиште врсте.